# Meral Akşener
Meral Akşener (sinh ngày 8 tháng 7 năm 1956) là một chính khách Thổ Nhĩ Kỳ. Bà từng là Bộ trưởng Nội vụ và từng là một Phó Chủ tịch Quốc hội. Năm 2016, bà dẫn đầu một nhóm phe đối lập trong Đảng Phong trào Quốc gia (MHP) chống lại lãnh đạo Devlet Bahçeli.

## Tiểu sử
Meral Akşener sinh ngày 8 tháng 7 năm 1956 đến Tahir Ömer và vợ ông Sıddıka ở khu phố Gündoğdu của İzmit. Cô học Lịch sử tại Đại học Istanbul. Cô đã hoàn thành các nghiên cứu sau đại học của mình tại Viện Khoa học Xã hội của Đại học Marmara nhận bằng tiến sĩ Sau đó bà làm giảng viên tại Đại học Kỹ thuật Yıldız, Đại học Kocaeli và Đại học Marmara trước khi vào chính trị.

## Chính trị
Bà tham gia chính trị với cuộc tổng tuyển cử vào năm 1995 với tư cách là phó của tỉnh Istanbul từ Đảng Con đường chính xác (DQP). Akşener là Bộ trưởng Bộ Nội vụ từ ngày 8 tháng 11 năm 1996 đến ngày 30 tháng 6 năm 1997 thay thế Mehmet Ağar, người đã từ chức do sự dính líu của ông trong vụ tai tiếng Susurluk [2].
Akşener được tái đắc cử vào quốc hội trong cuộc tổng tuyển cử năm 1995 với tư cách là phó của tỉnh Kocaeli. Sau đó, bà được tái đắc cử trong các cuộc tổng tuyển cử năm 2007 và năm 2011 đại diện cho Tỉnh Istanbul như một thành viên của Đảng Phong trào Quốc gia (MHP).
Bà được bầu làm phó chủ tịch quốc hội cùng với Güldal Mumcu, một nữ chính trị gia khác, phục vụ tại vị trí này sau khi Nermin Neftçi, người được bầu vào năm 1968 để trở thành nữ phó tổng thống đầu tiên của Thổ Nhĩ Kỳ.